# Bitoma latiuscula
Bitoma latiuscula is een keversoort uit de familie somberkevers (Zopheridae). De wetenschappelijke naam van de soort werd in 1881 gepubliceerd door Thomas Broun.